# ENECO Tour 2007

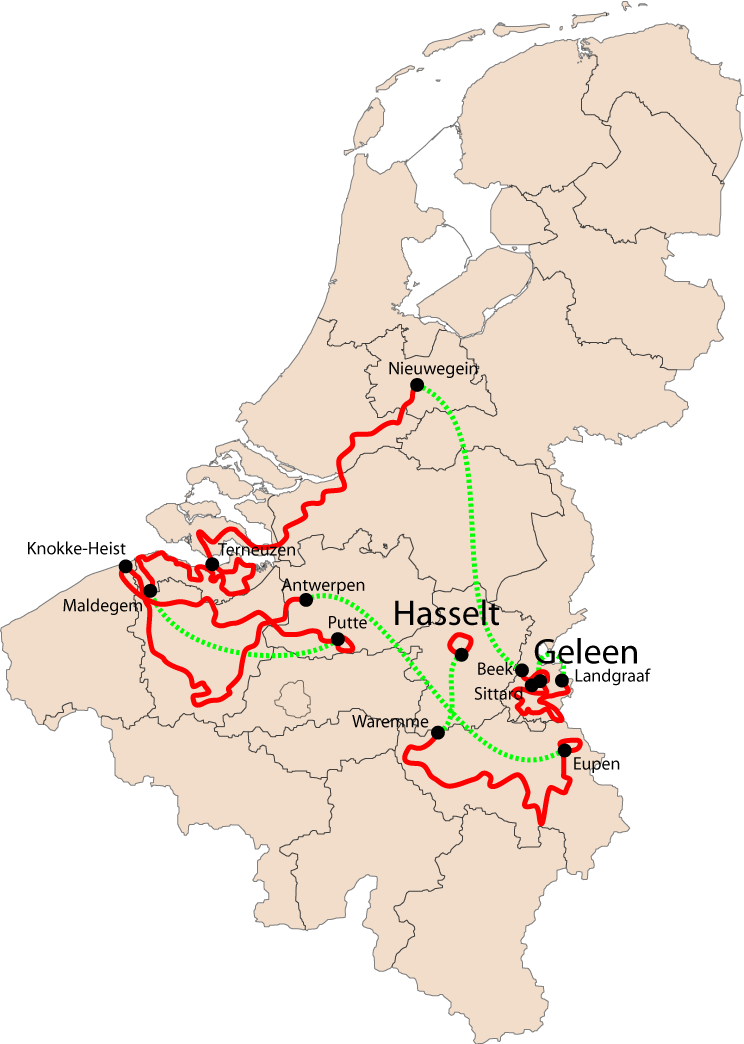
Overzicht van de etappes

De ENECO Tour 2007 werd verreden van 22 tot en met 29 augustus. De ronde startte dit jaar in België met de voorstelling van de deelnemende ploegen op het Kolonel Dusartplein in Hasselt op 21 augustus. Op de eerste dag werd in Hasselt een proloog verreden. De wedstrijd eindigde 8 dagen later met een individuele tijdrit in het Nederlandse Sittard-Geleen. Winnaar werd de Spanjaard José Iván Gutiérrez.

## Parcours
De ronde begon met een korte proloog van 5,2 km in Hasselt. De eerste etappe vond plaats in Wallonië in de regio waar ook Luik-Bastenaken-Luik en de Waalse Pijl worden verreden, de twee dagen erna werden in Vlaanderen gereden waar ook de Ronde van Vlaanderen plaats heeft. Daarna trokken de renners naar Nederland, met in de 6de rit de hellingen van de Amstel Gold Race. De ronde eindigde met een tijdrit van 29,6 km in Limburg.

## Etappe-overzicht
| etappe | datum       | start          | eindstreep     | afstand  | winnaar            | klassementsleider   |
| ------ | ----------- | -------------- | -------------- | -------- | ------------------ | ------------------- |
| P      | 22 augustus | Hasselt        | Hasselt        | 5,2 km   | Michiel Elijzen    | Michiel Elijzen     |
| 1e     | 23 augustus | Borgworm       | Eupen          | 179 km   | Nick Nuyens        | Nick Nuyens         |
| 2e     | 24 augustus | Antwerpen      | Knokke-Heist   | 204 km   | Mark Cavendish     | Nick Nuyens         |
| 3e     | 25 augustus | Knokke-Heist   | Putte          | 170,3 km | Robbie McEwen      | Nick Nuyens         |
| 4e     | 26 augustus | Maldegem       | Terneuzen      | 182,7 km | Wouter Weylandt    | Nick Nuyens         |
| 5e     | 27 augustus | Terneuzen      | Nieuwegein     | 185 km   | Luciano Pagliarini | Nick Nuyens         |
| 6e     | 28 augustus | Beek           | Landgraaf      | 176,5 km | Pablo Lastras      | Thomas Dekker       |
| 7e     | 29 augustus | Sittard-Geleen | Sittard-Geleen | 29,6 km  | Sébastien Rosseler | José Iván Gutiérrez |

## Eindklassement
| rang | renner                | tijd      |
| ---- | --------------------- | --------- |
| 1    | José Iván Gutiérrez   | +26:05:44 |
| 2    | David Millar          | +0:11     |
| 3    | Gustav Larsson        | +1:05     |
| 4    | Leif Hoste            | +1:12     |
| 5    | Thomas Dekker         | +1:15     |
| 6    | Vladimir Goesev       | +1:17     |
| 7    | Bram Tankink          | +1:32     |
| 8    | Sébastien Rosseler    | +1:33     |
| 9    | Jurgen Van den Broeck | +1:34     |
| 10   | Paul Martens          | zt        |

## Nevenklassementen
| rang | renner             | punten |
| ---- | ------------------ | ------ |
| 1    | Mark Cavendish     | 74     |
| 2    | Luciano Pagliarini | 60     |
| 3    | Gorik Gardeyn      | 49     |

| rang | renner          | punten |
| ---- | --------------- | ------ |
| 1    | Martin Pedersen | 15     |
| 2    | Marcel Sieberg  | 15     |
| 3    | Pablo Lastras   | 8      |

## Klassementen
| Etappe           | Winnaar            | Algemeen klassement | Puntenklassement | Ploegenklassement     |
| ---------------- | ------------------ | ------------------- | ---------------- | --------------------- |
| P                | Michiel Elijzen    | Michiel Elijzen     | niet uitgereikt  | Cofidis               |
| 1                | Nick Nuyens        | Nick Nuyens         | Nick Nuyens      | Predictor-Lotto       |
| 2                | Mark Cavendish     | Nick Nuyens         | Nick Nuyens      | Predictor-Lotto       |
| 3                | Robbie McEwen      | Nick Nuyens         | Mark Cavendish   | Predictor-Lotto       |
| 4                | Wouter Weylandt    | Nick Nuyens         | Mark Cavendish   | Predictor-Lotto       |
| 5                | Luciano Pagliarini | Nick Nuyens         | Mark Cavendish   | Predictor-Lotto       |
| 6                | Pablo Lastras      | Thomas Dekker       | Mark Cavendish   | Predictor-Lotto       |
| 7                | Sébastien Rosseler | José Iván Gutiérrez | Mark Cavendish   | Quick Step-Innergetic |
| Eindklassementen | Eindklassementen   | José Iván Gutiérrez | Mark Cavendish   | Quick Step-Innergetic |

## Etappes

### Proloog
De Proloog van de ENECO Tour 2007 van 5,1 km was uitgezet op een redelijk bochtig parcours. Tijdens de eerste uren was het vrijwel droog. Hiervan profiteerden Thomas Dekker en Rik Verbrugghe. Vervolgens kon Juan Antonio Flecha de snelle tijd van Verbrugghe nog behoorlijk verbeteren. Alleen Michiel Elijzen was nog net iets sneller. Daarna begon het te regenen waardoor andere specialisten op een glad parcours een tijd moesten neerzetten, zoals David Millar en Leif Hoste.
| rang | renner              | tijd  |
| ---- | ------------------- | ----- |
| 1    | Michiel Elijzen     | 6'09" |
| 2    | Juan Antonio Flecha | + 1"  |
| 3    | Johan Vansummeren   | + 2"  |
| 4    | Tyler Farrar        | + 3"  |
| 5    | Nick Nuyens         | + 5"  |
| 6    | Servais Knaven      | + 7"  |
| 7    | Rik Verbrugghe      | z.t.  |
| 8    | Léon van Bon        | z.t.  |
| 9    | Enrico Gasparotto   | + 8"  |
| 10   | Thomas Dekker       | z.t.  |

### Eerste etappe
Het parcours van de eerste etappe volgde een gedeelte van Luik-Bastenaken-Luik en ook de gevreesde Muur van Huy moest bedwongen worden. Na 6 km werd de eerste aanvalspoging een feit. Tom Stubbe, Maarten den Bakker, Beñat Albizuri en Martin Pedersen gingen in de aanval. Het verschil bleef een lange tijd rond de 6 minuten schommelen. Met nog 69 km te gaan gingen de 4 koplopers de côte de Wanne op op met een stijgingspercentage van gemiddeld 7%. De koplopers hadden nog 2 minuten voorsprong aan het begin van de klim. Op de klim trok David Millar hard door vanuit het peloton. De kopgroep viel uit elkaar. Tom Stubbe en Beñat Albizuri moesten lossen en Martin Pedersen en Maarten den Bakker gingen samen verder. Met nog 44 km te rijden kwam er een hergroepering. Er ontstond een kopgroep van 53 man. Met onder wie de Nederlanders, Steven de Jongh, Thomas Dekker, Maarten Tjallingii. en de Belgen, Nick Nuyens, Leif Hoste, Sébastien Rosseler en Johan Vansummeren. Met nog 12 km te gaan was de kopgroep uitgedund tot 7 man met veel favorieten. David Millar, Thomas Dekker, Nick Nuyens, Leif Hoste, José Iván Gutiérrez, Jurgen Van den Broeck en Christophe Riblon. De 7 gaan samen naar de finish. Op de sprint bergop gaat Nick Nuyens weg. Thomas Dekker gaat mee maar kan Nick Nuyens net niet meer bijhalen. Nick Nuyens wint de eerste etappe.
| rang | renner                | tijd    |
| ---- | --------------------- | ------- |
| 1    | Nick Nuyens           | 4:42:38 |
| 2    | Thomas Dekker         | zt      |
| 3    | José Iván Gutiérrez   | zt      |
| 4    | David Millar          | zt      |
| 5    | Jurgen Van den Broeck | + 0:06  |
| 6    | Leif Hoste            | + 0:09  |
| 7    | Christophe Riblon     | + 0:13  |
| 8    | Alessandro Ballan     | + 0:24  |
| 9    | Paul Martens          | zt      |
| 10   | Rubens Bertogliati    | zt      |

### Tweede etappe
Nadat lange tijd vier renners vooruit gereden hebben werd het uiteindelijk een massasprint. Mark Cavendish won fraai. Kenny van Hummel beklaagde zich achteraf bij de jury omdat hij door Wouter Weylandt gehinderd zou zijn. Hij kreeg gelijk en de Belg werd gedeclasseerd.
| rang | renner            | tijd    |
| ---- | ----------------- | ------- |
| 1    | Mark Cavendish    | 4:31:09 |
| 2    | Fred Rodriguez    | zt      |
| 3    | Kenny van Hummel  | zt      |
| 4    | Heinrich Haussler | zt      |
| 5    | Aleksej Markov    | zt      |
| 6    | Daniele Righi     | zt      |
| 7    | Marco Zanotti     | zt      |
| 8    | Mirco Lorenzetto  | zt      |
| 9    | Mirko Celestino   | zt      |
| 10   | Steven de Jongh   | zt      |

### Derde etappe
Ook in de derde etappe een lange vlucht van renners. Tom Stubbe, Gianni Meersman, Unai Etxebarria, Alessandro Vanotti en Matthieu Sprick namen maximaal 4 minuten voorsprong op het peloton. Vooral Gianni Meersman maakte indruk. Maar 4 kilometer voor het einde kreeg het peloton vat op de vluchters. Robbie McEwen, die aangegeven had liever de Vuelta dan de ENECO-tour te rijden, won de sprint.
| rang | renner             | tijd    |
| ---- | ------------------ | ------- |
| 1    | Robbie McEwen      | 3:42:28 |
| 2    | Francesco Chicchi  | zt      |
| 3    | Thor Hushovd       | zt      |
| 4    | Mark Cavendish     | zt      |
| 5    | Kenny van Hummel   | zt      |
| 6    | Luciano Pagliarini | zt      |
| 7    | Steven de Jongh    | zt      |
| 8    | David Kopp         | zt      |
| 9    | Wouter Weylandt    | zt      |
| 10   | Graeme Brown       | zt      |

### Vierde etappe
De vierde etappe van de ENECO Tour 2007 voerde het peloton naar Nederland. Het zou de etappe van Niko Eeckhout moeten worden; hij was de meest strijdlustigste renner, maar al zijn vluchtpogingen liepen op niets uit. Wederom een massasprint. Ook nu protesten tegen winnaar Wouter Weylandt (zie ook tweede etappe), maar nu was er weinig op zijn sprint aan te merken. Hij won verdiend.
| rang | renner             | tijd    |
| ---- | ------------------ | ------- |
| 1    | Wouter Weylandt    | 4:09:31 |
| 2    | Thor Hushovd       | zt      |
| 3    | Matthew Goss       | zt      |
| 4    | Gorik Gardeyn      | zt      |
| 5    | Fabio Baldato      | zt      |
| 6    | Luciano Pagliarini | zt      |
| 7    | Francesco Chicchi  | zt      |
| 8    | Saïd Haddou        | zt      |
| 9    | David Kopp         | zt      |
| 10   | Steven Caethoven   | zt      |

### Vijfde etappe
De langste ontsnapping van de tour, 176 kilometer reden Fumiyuki Beppu, Pierre Drancourt en Matthé Pronk vooruit, maar ook zij werden vlak voor de finish in de kraag gevat. De verrassende Braziliaan Luciano Pagliarini won.
| rang | renner             | tijd    |
| ---- | ------------------ | ------- |
| 1    | Luciano Pagliarini | 4:01:10 |
| 2    | Mark Cavendish     | zt      |
| 3    | Graeme Brown       | zt      |
| 4    | Gorik Gardeyn      | zt      |
| 5    | Tomas Vaitkus      | zt      |
| 6    | Aleksej Markov     | zt      |
| 7    | David Kopp         | zt      |
| 8    | Steven de Jongh    | zt      |
| 9    | Juan José Haedo    | zt      |
| 10   | Enrico Gasparotto  | zt      |

### Zesde etappe
De zesde etappe startte met een valpartij in het peloton waarbij leider Nick Nuyens het grootste slachtoffer was en moest opgeven. Weer vluchters, maar dit keer kwam het peloton te laat. Veteraan Pablo Lastras was de sterkste en van de achtervolgers maakte Maarten Tjallingii de beste indruk, hij reed lang virtueel in het rood (de kleur van de leiderstrui) maar die trui ging uiteindelijk naar Thomas Dekker.
| rang | renner             | tijd    |
| ---- | ------------------ | ------- |
| 1    | Pablo Lastras      | 4:15:28 |
| 2    | Steven Caethoven   | zt      |
| 3    | Anders Lund        | zt      |
| 4    | Sébastien Hinault  | zt      |
| 5    | Maarten Tjallingii | +0,03   |
| 6    | Sébastien Rosseler | +0,13   |
| 7    | Kim Kirchen        | zt      |
| 8    | Mirco Lorenzetto   | zt      |
| 9    | Steven de Jongh    | zt      |
| 10   | Matthew Goss       | zt      |

### Zevende etappe
Een verrassende winnaar Sébastien Rosseler. Thomas Dekker had te veel last van de val in de zesde etappe en José Iván Gutiérrez, die in de tijdrit als tweede eindigde. trok definitief de rode leiderstrui aan.
| rang | renner              | tijd  |
| ---- | ------------------- | ----- |
| 1    | Sébastien Rosseler  | 36:50 |
| 2    | José Iván Gutiérrez | +0:02 |
| 3    | Gustav Larsson      | +0:06 |
| 4    | David Millar        | +0:11 |
| 5    | Manuel Quinziato    | +0:20 |
| 6    | Raivis Belohvoščiks | +0,29 |
| 7    | Vladimir Goesev     | +0,32 |
| 8    | Leif Hoste          | +0,51 |
| 9    | Sebastian Lang      | +0,52 |
| 10   | Kim Kirchen         | +0,55 |

1948 · 1949 · 1950 · 1951 · 1952 · 1953 · 1954 · 1955 · 1956 · 1957 · 1958 · 1959 · 1960 · 1961 · 1962 · 1963 · 1964 · 1965 · 1966 · 1967 · 1968 · 1969 · 1970 · 1971 · 1972 · 1973 · 1974 · 1975 · 1976 · 1977 · 1978 · 1979 · 1980 · 1981 · 1982 · 1983 · 1984 · 1985 · 1986 · 1987 · 1988 · 1989 · 1990 · 1991 · 1992 · 1993 · 1994 · 1995 · 1996 · 1997 · 1998 · 1999 · 2000 · 2001 · 2002 · 2003 · 2004 · 2005 · 2006 · 2007 · 2008 · 2009 · 2010 · 2011 · 2012 · 2013 · 2014 · 2015 · 2016 · 2017 · 2018 · 2019 · 2020 · 2021 · 2022 · 2023 · 2024
 Parijs-Nice · 
 Tirreno-Adriatico · 
 Milaan-San Remo · 
 Ronde van Vlaanderen · 
 Ronde van het Baskenland · 
 Gent-Wevelgem · 
 Parijs-Roubaix · 
 Amstel Gold Race · 
 Waalse Pijl · 
 Luik-Bastenaken-Luik · 
 Ronde van Romandië · 
 Ronde van Italië · 
 Ronde van Catalonië · 
 Critérium du Dauphiné Libéré · 
 Ronde van Zwitserland · 
 Ploegentijdrit Eindhoven · 
 Ronde van Frankrijk · 
 Clásica San Sebastián · 
 Ronde van Duitsland · 
 Vattenfall Cyclassics · 
  ENECO Tour · 
 GP Ouest France-Plouay · 
 Ronde van Spanje · 
 Ronde van Polen · 
 Kampioenschap van Zürich · 
 Parijs-Tours · 
 Ronde van Lombardije